# یادبود ماسونی جرج واشینگتن
یادبود ماسونی جرج واشینگتن (به انگلیسی: George Washington Masonic National Memorial) یک بنای یادبود ماسونی برای جرج واشینگتن، اولین رئیس جمهور آمریکا است که در الکساندریا ایالت ویرجینیا واقع شده است. ارتفاع این بنا ۱۰۱ متر است.